# سمير حوحو
سمير حوحو (مواليد 7 سبتمبر 1968) هو لاعب كرة قدم جزائري. لعب في كمهاجم.

## السيرة

### كمهاجم
خلال مسيرته الكروية، لعب لصالح نادي مولودية قسنطينة ونادي نصر حسين داي ونادي شباب قسنطينة ونادي شباب أوراس باتنة.
سجل ثلاثة أهداف في دوري الرابطة الجزائرية المحترفة الأولى خلال موسم 2003-2004.

### كمدرب
في صيف 2014، تولى تدريب لاعبي نادي شبيبة سكيكدة. في 2015، أصبح مدربًا لفريق نجم القليعة. في أكتوبر 2017، أصبح مدربًا لفريق مولودية قسنطينة. في صيف 2018 أصبح مدربًا لفريق اتحاد خنشلة.